# Rbb24 Abendschau

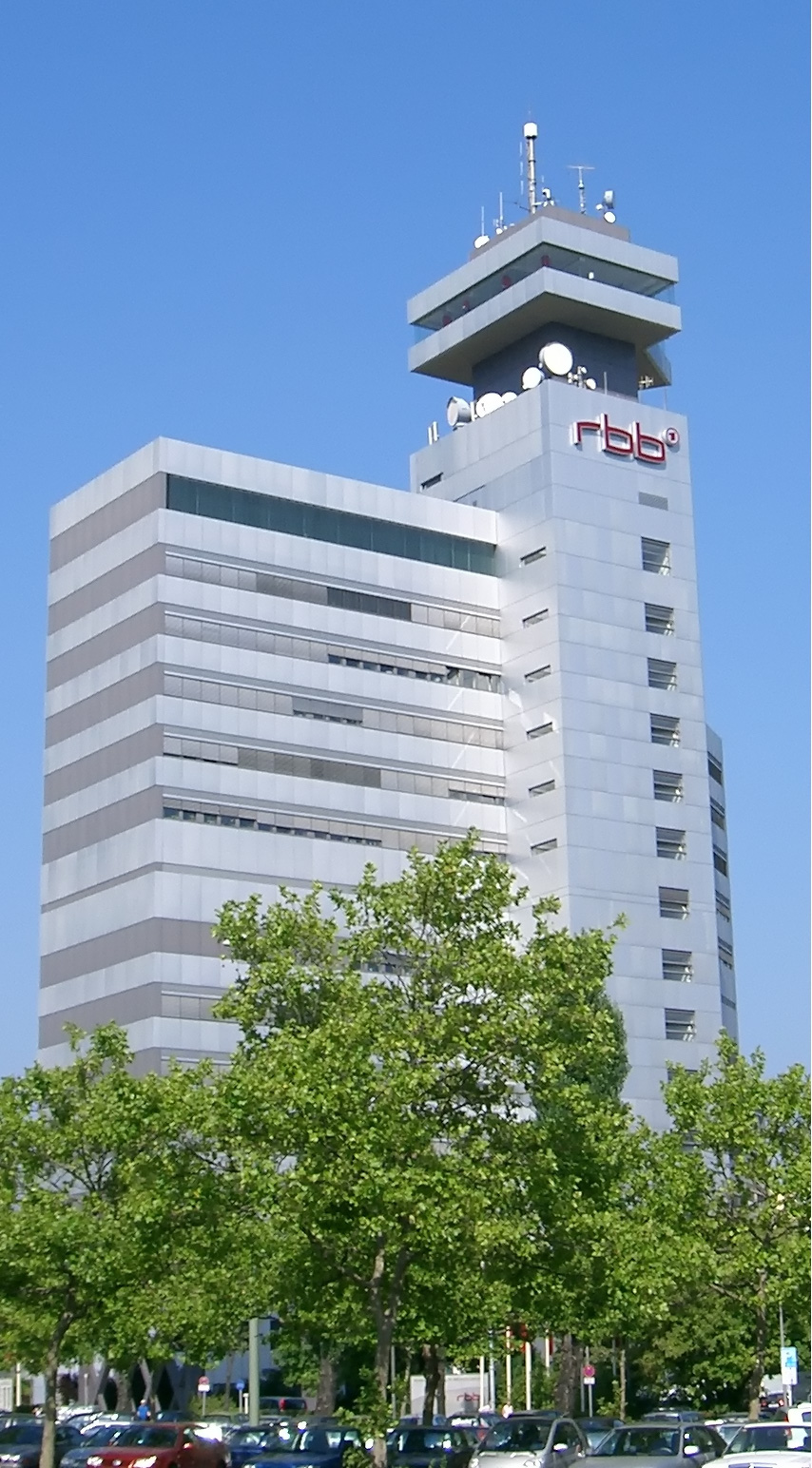
Fernsehzentrum des RBB und Standort des Abendschaustudios am Theodor-Heuss-Platz in Berlin-Westend

Logo der Abendschau bis 31. August 2018

Logo der Abendschau bis 27. März 2022

Die rbb24 Abendschau ist eine regionale Nachrichtensendung im Fernsehen des Rundfunks Berlin-Brandenburg (rbb). Der ursprüngliche Name der Sendung war bis 1993 Berliner Abendschau.

## Geschichte
Die erste Ausgabe der Berliner Abendschau wurde am 1. September 1958 vom Sender Freies Berlin ausgestrahlt, zunächst und über die folgenden Jahrzehnte im regionalen Vorabendprogramm der ARD. Moderator der ersten Sendung war Günter Piecho, der kurz danach zum geplanten, aber aus verfassungsrechtlichen Gründen gescheiterten „Adenauer-Fernsehen“ (2. TV-Programm) abwanderte. Harald Karas war zunächst Stellvertreter von Piecho, wurde nach dessen Abgang aber Leiter und Moderator der Sendung. Themen der ersten Sendung, die um 19 Uhr begann und eine Viertelstunde dauerte, waren die Erhöhung der Flugpreise zwischen dem Flughafen Tempelhof und Westdeutschland, zu der sich der damalige Verkehrssenator Otto Theuner äußerte, die am Vortag durchgeführte Polizeischau im Olympiastadion, ein Tennisturnier und eine Ruderregatta auf der Havel.
Moderatoren der ersten Stunde waren neben Karas Heinz Deutschendorf, Alexander von Bentheim, P. C. Schmidt, Lutz Lehmann und Wolfgang Hanel. In den folgenden Jahrzehnten entwickelte sich die Abendschau zu einer Institution und zu einem der Identifikationsfaktoren der West-Berliner Bevölkerung. So trat etwa der später durch die Unterhaltungssendung Dalli Dalli mit Hans Rosenthal deutschlandweit bekannt gewordene Schnellzeichner Oskar zunächst in der Berliner Abendschau auf – ebenso gehörte der Zeichner Ole Jensen zum Abendschau-Team. Bis weit in die 1970er Jahre lag die Zuschauerquote bei 40 Prozent, zumal die Sendung im Ersten Programm innerhalb des Vorabend-Fernsehens ausgestrahlt wurde. Etwa jeder zweite Berliner verfolgte die vorabendliche Berichterstattung über das politische, kulturelle, wirtschaftliche und sportliche Geschehen in der Stadt.
Die erfolgreiche Sendung wurde später verlängert und auf einen späteren Sendeplatz um 19:25 Uhr verlegt. Nach dem Ausscheiden von Karas kam es um die Sendung intern zu einigen Turbulenzen, die mit der Berufung von Gert Ellinghaus zum Abendschau-Leiter in Zusammenhang standen. Intendanz und Fernsehdirektor Kurt Rittig entfernten Ellinghaus von dieser Position. Vorübergehend musste der ehemalige Abendschau-Moderator Alexander Kulpok 1987/1988 die Leitung der Sendung neben seiner Tätigkeit als Leiter der ARD/ZDF-Videotext-Zentrale übernehmen. Jochen Sprentzel, Johannes B. Kerner und Peter-Hans Göpfert kamen zur Moderatoren-Riege. Eckart Bethke, Barbara Groth und Peter Laubenthal wurden im SFB nacheinander in die Leitungsfunktion bei der Abteilung Abendschau bzw. der Hauptabteilung Regionales berufen. Davor wurde die Sendung einige Zeit durch eine Doppelmoderation präsentiert. Zu den Moderatorenteams gehörten u. a. Jeanette Enders-Schiemann, Gerhard Lenz, Angelika Neumann, Arvid Wahl, Marianne Beland, Hans-Werner Kock und Evelyn Lazar. Mit Beginn der 1990er Jahre wird die Sendung im wöchentlichen Wechsel von einem Moderator – ähnlich wie bei den Tagesthemen (ARD) und dem heute-journal (ZDF) – präsentiert. Zuerst waren dies Ulrike von Möllendorff und Friedrich Moll. Cathrin Böhme löste Mitte der 1990er Jahre von Möllendorff ab, Sascha Hingst ersetzte Moll im Jahr 2007. Eva-Maria Lemke ist im Frühjahr 2018 dazugekommen. Cathrin Böhme beendete ihre Tätigkeit als Abendschau-Moderatorin am 2. September 2018.
Vom 1. Oktober 1992 bis 31. Dezember 1992 wurde die Abendschau parallel im Vorabendprogramm der ARD und im Dritten Programm (des am 1. Oktober 1992 neu gegründeten B1) gesendet und wechselte ab 1. Januar 1993 endgültig ins Dritte (B1). In den 1990er Jahren wurden neben der Hauptausgabe vier weitere über den Tag und Abend verteilte Ableger eingeführt. Nach der Fusion von SFB und ORB am 1. Mai 2003 zur Zweiländeranstalt RBB wird die Hauptausgabe weitergeführt und im Berliner Sendegebiet – insbesondere per Kabel und DVB-T – ausgestrahlt. Die anderen Ausgaben heißen seitdem RBB Aktuell und werden im gesamten Sendegebiet ausgestrahlt, wobei auch Themen aus dem gesamten Sendegebiet behandelt werden. Das 45-jährige Jubiläum der Abendschau wurde am 13. September 2003 mit einer Feier im Sony Center am Potsdamer Platz begangen.
Als erstes Medium berichtete die Abendschau – mit exklusiv von den Pflegern für die Sendung gedrehtem Filmmaterial – regelmäßig über das Berliner Eisbär-Baby Knut. Seit dem 30. Januar 2007 gibt es eine wöchentliche Serie in der Abendschau. Der RBB richtete zudem einen Blog und Websites ein und produzierte eine Knut-Reihe für die ARD.
Das 50-jährige Jubiläum im Jahr 2008 wurde mit einer Sonderserie innerhalb der regulären Sendung begangen: 50 Jahre Abendschau. An 50 Sendetagen im Juli und August wurden tägliche Rückblenden auf jeweils ein Jahr (chronologische Abfolge) gezeigt. Auch die Sendung Rückblende besteht aus alten Beiträgen der Abendschau von 25 bzw. 15 Jahren zuvor. Am 7. Juni 2011 wurde die 17.000. Sendung ausgestrahlt.
Ab dem 9. November 2013 – dem 24. Jahrestag des Mauerfalls – wiederholte der RBB im Hinblick auf den 25. Jahrestag am 9. November 2014 jede Nacht die Abendschau-Ausgabe vom jeweiligen Tag von vor 25 Jahren. Die nächtlichen Wiederholungen der Berliner Abendschau (von vor 25 Jahren) wurden am 3. Oktober 2015 mit der Ausgabe vom Tag der Deutschen Einheit dem 3. Oktober 1990 eingestellt.
Seit dem 1. September 2018 sendet die Abendschau aus einem neuen Studio. Das On-Air-Design wurde dabei überarbeitet und besitzt nun Gemeinsamkeiten mit dem von rbb24 Brandenburg aktuell und rbb24.
Seit dem 25. März 2022 heißt die Sendung online rbb24 Abendschau. Im TV wurde die Umfirmierung am 28. März 2022 visuell umgesetzt.

## Moderatoren
| Moderator                 | Einstieg  | Ausstieg/aktiv               |
| ------------------------- | --------- | ---------------------------- |
| Harald Karas              | 1958      | 1984                         |
| Günther Piecho            | 1958      | 1959                         |
| Alexander von Bentheim    | 1958 1981 | 1978 1984 und 1988           |
| Hans-Werner Kock          | 1962      | 1991                         |
| Wolfgang Hanel            | 1963      | 1984                         |
| Gerhard Lenz              | 1970      | 1992                         |
| Arvid Wahl                | 1970      | 1991                         |
| Heinz Deutschendorf       | 1970      | 1974 und 1988                |
| Alexander Kulpok          | 1971      | 1975 und 1988                |
| Evelyn Lazar              | 1971      | 1991                         |
| Richard Schneider         | 1973      | 1984                         |
| Roderich Boes             | 1975      | 1984                         |
| Werner Thies              | 1980      | 1988                         |
| Irene Collyer             | 1981      | 1984                         |
| Klaus Strebe              | 1981      | 1983 und 1987                |
| Gert Ellinghaus           | 1984      | 1987                         |
| Marianne Beland           | 1985      | 1991                         |
| Jeanette Enders-Schiemann | 1985      | 1991                         |
| Angelika Neumann          | 1986      | 1998                         |
| Winfried Göpfert          | 1986 1988 | 1986 1989                    |
| Jochen Sprentzel          | 1987      | 1989                         |
| Barbara Friedrichs        | 1989      | 1990                         |
| Friedrich Moll            | 1990      | 2007                         |
| Ulrike von Möllendorff    | 1991      | 1997                         |
| Raiko Thal                | 1992      | aktiv (seit 2019 Vertretung) |
| Olaf Krieger              | 1994      | 1995                         |
| Harald Prokosch           | 1994      | 1998                         |
| Cathrin Böhme             | 1997      | 2018                         |
| Ellen Arnhold             | 1999      | 1999                         |
| Jan Lerch                 | 1999      | 2004                         |
| Sascha Hingst             | 2007      | aktiv                        |
| Andrea Vannahme           | 2009      | aktiv (seit 2019 Vertretung) |
| Eva-Maria Lemke           | 2018      | 2024                         |
| Volker Wieprecht          | 2019      | aktiv                        |
| Sarah Oswald              | 2019      | 2023                         |
| Leonie Schwarzer          | 2024      | aktiv                        |

## Nachrichtensprecher
| Sprecher                  | Einstieg | Ausstieg/aktiv     |
| ------------------------- | -------- | ------------------ |
| Renate Bauer              |          |                    |
| Helga Bayertz             |          |                    |
| Ruth Diehl                |          |                    |
| Jeanette Enders-Schiemann |          |                    |
| Ulli Herzog               |          |                    |
| Helen Lauff               |          |                    |
| Jana Louka                |          |                    |
| Kerstin Tomiak            |          |                    |
| Regine Mahler             |          |                    |
| Günter Wiatrek            | 1975     | 2001               |
| Joachim Pukaß             |          |                    |
| Siegfried Wiechmann       | 1990     |                    |
| Andreas Thieck            |          | 2007               |
| Bert-Günter Schmidtke     |          |                    |
| Michael Flotho            | 1995     | 2008               |
| Daniel Gäsche             | 1999     | 2007               |
| Christina Paulisch        | 2000     | 2023               |
| Dorothea Echte            | 1995     | 2016               |
| Axel Walter               | 1997     | aktiv              |
| Nadya Luer                | 2004     | 2019               |
| Cathrin Bonhoff           | 2009     | 2025               |
| Dirk Jacobs               | 2015     | 2021               |
| Dilek Üşük                | 2019     | aktiv              |
| Franziska Hoppen          | 2021     | 2023               |
| Sabrina N’Diaye           | 2022     | aktiv (Vertretung) |
| Silke Beickert            | 2022     | aktiv (Vertretung) |
| Philipp Höppner           | 2022     | aktiv (Vertretung) |
| Alina Stiegler            | 2022     | aktiv (Vertretung) |